# 因式定理
因式定理（英語：Factor theorem）是代数学中關於一個多項式的因式和零點的定理。這是一個餘式定理的特殊情形。
该定理指出，一個多項式{\displaystyle f(x)}有一個因式{\displaystyle (ax-b)}若且唯若{\displaystyle f\left({\frac {b}{a}}\right)=0}。

## 多項式的因式分解
因式定理普遍應用於找到一個多項式的因式或多項式方程的根的兩類問題。從定理的推論結果，這些問題基本上是等價的。
若多項式已知一個或數個零點，因式定理也可以移除多項式中已知零點的部份，變成一個階數較低的多項式，其零點即為原多項式中剩下的零點，以簡化多項式求根的過程。方法如下：
1. 先設法找出多項式{\displaystyle f}的一個零點{\displaystyle a}。
2. 利用因式定理確認{\displaystyle (x-a)}是多項式{\displaystyle f(x)}的因式。
3. 利用長除法計算多項式{\displaystyle g(x)={\frac {f(x)}{x-a}}}。
4. {\displaystyle f(x)=0}中，所有滿足{\displaystyle x\neq a}條件的根{\displaystyle x}都是方程式{\displaystyle g(x)=0}的根。因為{\displaystyle g(x)}的多項式階數（英语：Degree of a polynomial）較{\displaystyle f(x)}要小。因此要找出多項式{\displaystyle g}的零點可能會比較簡單。
5. 欲使A=BQ+R成立,就令除式BQ=0,则被除式A=R能使此方程式成立,则被除式=(商式)(除式)+余式或被除式/除式=商式+余式/除式。